# Butaro
Butaro ist ein Sektor im Norden des Distrikts Burera in der Nordprovinz von Ruanda.

## Geographie
Der Sektor hat eine Fläche von 58,5 km² und liegt auf einer Höhe von etwa 2070 m. Er unterteilt sich in die fünf Zellen Gatsibo, Mubuga, Muhotora, Nyamicucu und Rusumo. Butaro grenzt im Norden an Uganda. Im Südosten liegt der Sektor Butaro an den Rugezi-Sümpfen, die seit 12. Januar 2005 als Ramsar-Gebiet ausgewiesen sind. Der das Gebiet durchfließende Rugezi bildet die Grenze zum Nachbarsektor Cyeru. Weitere Nachbarsektoren sind Kivuye im Südosten und Kinyaba im Westen.

## Bevölkerung
Nach Stand der Volkszählung von 2022 liegt die Einwohnerzahl bei 38.013. Zehn Jahre zuvor waren es 31.520, was einem jährlichen Bevölkerungszuwachs von 1,9 Prozent zwischen 2012 und 2022 entspricht.

## Verkehr
Die Nationalstraße 21 verläuft durch den Südwesten des Sektors. Von dieser geht eine District Road Richtung Nordosten ab. Beide Straßen sind Stand 2022 nicht asphaltiert.

## Gesundheitswesen
Im Sektor befindet sich das Butaro Hospital. Das 150 Betten umfassende Krankenhaus ist das erste im Distrikt Burera. Es wurde 2011 eröffnet.